# Ray McAdam
Ray McAdam (* 1984 in Cootehill, County Cavan) ist ein irischer Politiker der Fine Gael. Er ist der derzeitige und 358. Lord Mayor of Dublin.

## Biografie
McAdam wuchs im County Fermanagh auf und studierte nach der Schule ab 2002 am Trinity College Dublin Philosophie und Politikwissenschaften. Er trat damals der Fine Gael bei. Nach dem Studium wurde er Mitarbeiter des Politikers Paschal Donohoe. 2009 wurde er erstmals in den Dublin City Council gewählt und konnte dort seinen Sitz bei den Wahlen 2014, 2019 und 2024 jeweils verteidigen.  Am 30. Juni 2025 wurde er zum Lord Mayor of Dublin gewählt.

## Privates
Ray McAdam hat mit seiner Frau Niamh einen Sohn.